# 激烈バカ
『激烈バカ』（げきれつバカ）は、斉藤富士夫による日本の4コマ漫画作品（後にショートストーリー形式に変更）。通称“激バ”。

## 概要
『週刊少年マガジン』（講談社）に1988年6号から1994年21・22合併号にかけて連載されていたギャグ漫画。全15巻。
1992年には吉本新喜劇によるVシネマが製作・公開された。
どちらかというと典型的な起承転結よりは「不条理4コマ」に近い作風。濃い造形（劇画調のデッサンをヘタウマに崩したような画風）のキャラクターが、顔から大量の体液（汗・涙・鼻水・よだれ）を吹き出し、変化に富む表情を見せながら、文字どおり激烈でバカな言動によるギャグを展開する。
また、下ネタの多さや、『スーパードクターK』など連載当時の週刊少年マガジンの他作品をパロディ化したレギュラーキャラクターの登場も本作の特徴である。
2006年、『漫画実話ナックルズ」にて『激烈!バカ万博（パビリオン）』と題された新作を連載。また、同社より新作を含めた傑作選がコンビニコミックとして刊行された。また2007年には『ヤングチャンピオン』にて『激烈バカZ』が読切で掲載された。さらにその後、作者自身が過去のエピソードをテーマ別にまとめた動画をYouTubeにて公開した。

## 主な登場人物

### 団栗家
団栗光作
団栗家の次男。事実上の主人公で私立円満高校在学（初期は円満中学在学）。運動神経がよくスポーツをこなし、正義感が強く明るい性格でクラスメイトからも慕われているが、生粋の「激烈バカ」で、物事を頭で考えるよりも先に実行に移し、その行動ですら「ど」が付くほど極端。「うおおお!!」と叫ぶ口癖がある。学力の方は普通で、最終回では大学へ進学した。
団栗太郎
光作の父。区役所の衛生課勤務。昔ながらの頑固親父で、何かと「バカモーン!!」と怒鳴るのが口癖。ときどきボケをかますことがあり、恥ずかしがり屋。何でも好んで食べ、昔「ゲテモノ食い選手権」で優勝、白いギターとジーンズを獲得したことがある。パンダが大の苦手で、後述のトントンは天敵に値する。
団栗桜
光作の母親、いつも太郎のボケに突っ込む。
炎のババア
光作の祖母で、いつも勢いよくぶっ飛んだ行動をする（団栗家の血筋らしい）。血の気も異常に多く、何かで血を抜かないと気分がすっきりせず、胸をナイフで刺されても「エクスタシー」らしい。
団栗光介
団栗家三男。小学生。初登場時9歳。いつも光作と炎のババアと一緒にいる。ときどきおませな考えをすることがある。男性器が大人並み。
団栗光一
団栗家長男。名門高校在学（後に一流大学へ進学した）。たよりになる兄貴で常識人。序盤では出番があったが、回を重ねるにつれ出番がなくなり、七夕の回では短冊に「出番がほしい」と書いてあった。
甘栗愛美
太郎の妹が嫁いだ甘栗家の長女で、両親が他界したため妹の絵美と一緒に北海道から団栗家に来ることになった。光作と同年齢で、同じ円満高校に通うことになった。容姿端麗・成績優秀で気立てもいいが、酒が好きで、一滴でも入ると（たとえ皮膚についても）人が変わり、カラオケを歌わないと気がすまなくなる（たとえ睡眠剤を盛られても一切効かず、しかも音痴）。
甘栗絵美
甘栗家次女で光介と同年齢。活発な性格で光作と愛美の恋を陰ながら応援している。競馬の天才で高確率で当てることができ、北海道にいた頃は競馬で生活費を稼いでいた（その際性格も変わる）。本人曰く「武豊命!!」。

### その他
北野陽子
光作のクラスメイトで、全国にチェーン展開をしている「北野弁当」の社長令嬢。光作と同レベルの『激烈バカ』で、ときどきおかしな行動を取るほか、よく脱糞する。極度のカナヅチで、毎朝顔を洗う際にも洗面台で溺れるほど。足の爪を噛む癖がある。彼氏がいる。
なんちゃって野郎
本名「何茶手八郎」。ダジャレを言った後、「なんちゃって〜!」と叫びながら高速で腰を振ったり眼鏡を上下に動かしたりする。序盤では一秒間に3往復カクカクしていたが、終盤では4回カクカクできるようになった。他にも姉でなんちゃってギャルの「何茶手美七」や、弟でなんちゃって野郎の弟子の「何茶手九郎」がいる（何茶手家は11人兄弟で八郎は8番目）。
南藤準三
光一の親友。幼い頃に父親の経営していた工場が倒産して父親は蒸発、母親と共に超のつく貧乏生活を送りつつも明日への希望を抱いて生活している。
欲求ふ・マン
世間によくある建前的な会話がされた場に現れ、「天知る地知る人ぞ知る、おまえの嘘を知っている!」というセリフと共に現れ、勝手に本音を代弁して場を台無しにする。逃走時に運転する愛車は当時一世を風靡していた巨乳タレントのかとうれいこの胸をフロントマスクにあしらった改造車「レイコ加藤号」。
板橋区のひとみちゃん
手に根性焼きの跡が大量にある犬。登場を重ねるたび人気キャラクターとなり、「ひとみフジサキ号」を駆り欲求ふ・マンとカーチェイスを繰り広げたこともあった。
人間男（ひとま・だん）
本編には登場せず、各話のトビラにのみ登場する男（初期のみ）。
伊井女（いい・おんな）
本編には登場せず、各話のトビラにのみ登場する女（初期のみ）。
スーパードクターYKK
同時期に連載されていた『スーパードクターK』のパロディキャラクター。手術はヘタ。
トントン
パンダのキャラクター。セクハラばかりのエロキャラクターだったが、連載中盤で上野動物園のパンダ・トントンが実はメスであったことが発覚。以後は自分の体を手鏡で見て欲情するようになる。

## Vシネマ版
1992年に『吉本軍団激烈バカ』というタイトルでVシネマがリリースされた。現在、DVD化はされていない。
吉本興業の芸人総勢35名が出演しているほか、原作者である斉藤も出演している。
スタッフ
- 制作：田中重年、石川茂夫
- 企画・プロデューサー：長澤隆之、名島徹、桑原義和
- 原作：斉藤富士夫（講談社刊/週刊少年マガジン連載）
- 脚本：安井国穂、森川治、本多正識、かわら長介
- 音楽：MAIKURA SAYURI
- 監督：松原信吾

主題歌
「激烈ロック」
作詞・作曲：もりくん / 編曲：白井良明 / 歌唱：もりくん
キャスト
- トミーズ
- 間寛平
- 西川のりお
- 西川きよし
- ぼんちおさむ
- オール阪神・巨人
- 今いくよ・くるよ
- 宮川大助・花子
- ジミー大西
- コメディNo.1
- 非常階段
- ハイヒールモモコ
- 中田カウス・ボタン
- まるむし商店
- Mr.オクレ
- 若井小づえ・みどり
- チャンバラトリオ
- 吉野綾
- 小高紀子

その他、吉本興業のお笑いタレントが多数出演している。